# John Jern
John Erik Jern, född 7 mars 1973 i Göteborg, är en svensk musiker.
Han spelade gitarr i Honey Is Cool åren 1994-2000.
När bandet splittrades fortsatte Jern som basist i Kristofer Åströms kompband Hidden Truck. Han medverkade på Åströms skivor Leaving Songs och Northern Blues (båda utgivna 2001.

### Fotnoter
1. 1 2  ”John Jern”. Svensk Filmdatabas. http://www.sfi.se/sv/svensk-filmdatabas/Item/?type=PERSON&itemid=336899. Läst 15 januari 2012.
2. ↑  ”Honey Is Cool”. Discogs.com. http://www.discogs.com/artist/Honey+Is+Cool. Läst 15 januari 2012.
3. ↑  ”John Jern”. Svensk mediedatabas. http://smdb.kb.se/catalog/search?q=john+jern+typ%3Afonogram. Läst 15 januari 2012.